# Totally Accurate Battlegrounds
Totally Accurate Battlegrounds (TABG) là một tựa game thuộc thể loại battle royale nối mạng nhiều người chơi do studio Landfall Games của Thụy Điển phát triển. Được phát hành vào ngày 5 tháng 6 năm 2018, như một spin-off của phiên bản tiền nhiệm Totally Accurate Battle Simulator, tựa game này là một bản nhại lại trò PlayerUnknown's Battlegrounds, với trọng tâm là người chơi bị phóng đại và vũ khí vật lý.

## Lối chơi
Lối chơi của tựa game này tương tự như các game khác trong cùng thể loại battle royale, theo đó thì người chơi phải băng qua một khu vực an toàn đang bị thu hẹp dần, thu thập đủ loại trang thiết bị trên đường dùng làm vũ khí giao chiến và loại bỏ đối thủ, và nhắm mục tiêu trở thành người chơi cuối cùng còn lại. Tuy nhiên, game trở nên khác biệt bởi bộ engine vật lý tạo ra chuyển động của nhân vật bị phóng đại khi di chuyển hoặc sử dụng vũ khí (bao gồm duỗi thẳng tay chân và phản đòn phóng đại khi sử dụng súng), cũng như khả năng sử dụng vũ khí kép và bộ platform có dung nham đang chảy trồi lên từ mặt đất trong vòng giao tranh cuối cùng.

## Phát hành
Totally Accurate Battlegrounds ban đầu được dự định phát hành như một trò đùa vào ngày Cá tháng Tư, đóng vai trò như một bản spin-off của phiên bản trước đó là Totally Accurate Battle Simulator. Tuy vậy, bản phát hành đã bị trì hoãn đến tận ngày 5 tháng 6 năm 2018, để hãng cố giải quyết sự cố máy chủ của trò chơi. Landfall tuyên bố rằng game có sẵn miễn phí trong 100 giờ sau khi phát hành trên Steam, sau đó được bày bán với giá 5 đô la Mỹ. Ngày 1 tháng 4 năm 2021, trò chơi được phát hành miễn phí.

## Đón nhận
Kotaku cảm nhận rằng Totally Accurate Battlegrounds vừa là một sự nhại lại vừa là sự tôn kính đối với thể loại này, mô tả một trận đấu trung bình khởi đầu bằng "những cuộc ẩu đả điên cuồng trong màn chơi của những người chơi có cánh tay lượn sóng, lập dị tranh giành vũ khí hoặc chỉ thẳng tay đánh nhau đến chết", và rằng cuộc giao tranh "ngẫu nhiên" của nó "khiến mỗi cuộc chạm trán mới thường tạo ra cảm giác bất ngờ và nguy hiểm đến tính mạng cao độ". Rock Paper Shotgun lưu ý rằng mặc dù "vật lý lập dị" là một "trò đùa mệt mỏi", game đã cung cấp một số tính năng độc đáo so với các trò chơi khác cùng thể loại, bao gồm cả việc sử dụng hai khẩu súng, một bức tường xây dựng nhanh chóng làm rào cản cho khu vực an toàn chứ không phải là một "cuộc đột kích" xâm lấn, cũng như không phụ thuộc vào các giao dịch vi mô để có được lớp da người chơi mang tính thẩm mỹ. Tuy nhiên, cũng cần lưu ý rằng thời gian ghép trận đấu cho những màn chơi diễn ra chậm do lượng người chơi ít hơn so với Fortnite và PlayerUnknown's Battlegrounds. Tính đến tháng 8 năm 2018, đây là tựa game xếp hạng thứ 18 trên Steam, với hơn 27.000 người chơi cùng lúc.

## Phiên bản Beta
Tháng 3 năm 2020, Landfall thông báo rằng họ sẽ từ từ bắt đầu phát triển lại TABG, nhưng nói rõ rằng họ vẫn đang dành toàn bộ thời gian vào việc phát triển Totally Accurate Battle Simulator. Trong thông báo, họ đã giới thiệu một số ảnh chụp màn hình về bản đồ mới đang được phát triển. Ngày 6 tháng 4 năm 2020, Landfall phát hành phiên bản beta có bản đồ mới. Trong những tháng tiếp theo, họ đã phát hành nhiều bản beta tạm thời giới thiệu những cải tiến cho bản đồ, vũ khí mới, khí tài mới và tối ưu hóa hiệu suất. Đến tháng 3 năm 2021, Totally Accurate Battlegrounds đang trong giai đoạn Beta 13.